# 小黄花菜
小黄花菜（学名：Hemerocallis minor），又名麝香萱草，是萱草科萱草属的植物。分布在俄罗斯、朝鲜以及中国大陆的甘肃、内蒙古、辽宁、河北、山东、黑龙江、陕西、吉林、山西等地，生长于海拔2,300米以下的地区，多生长于草地、山坡及林下，目前尚未由人工引种栽培。
其种加词“minor”意为“较小的”。
體型比黄花菜和北黃花菜來的小，在中國花可作為傳統食品被拿來食用。株高0.5米，花朵有强烈香气。两性花，由蜜蜂等昆虫传粉。

## 异名
- Hemerocallis flava var. minor (Mill.) M.Hotta
- Hemerocallis graminea Andrews
- Hemerocallis graminifolia Schltdl.
- Hemerocallis lilioasphodelus subsp. minor (Mill.) Z.T.Xiong
- Hemerocallis pumila Salisb.
- Hemerocallis sulphurea Nakai